# Окситанци
Окситанци (оксит. los occitans) аутохтона су романскa етничка група, поријеклом из Окситаније (јужна Француска, сјеверноисточна Шпанија и сјевернозападна Италија).
Окситански језик је још увијек на различитим нивоима говори између 100.000 и 800.000 људи у јужној Француској и сјеверној Италији. Од 2006, окситански је признат као један од званичних језика у Каталонији, аутономној заједници Шпаније.
Највише Окситанаца живи у Окситанији, али и у урбаним средиштима у сусједним регионима: Лион, Париз, Торино и Барселона. Окситанци живе још и у Гвардији Пјемонтези (Калабрија), али и у Аргентини, Мексику и Сједињеним Државама.